# Hydraena antiatlantica
Hydraena antiatlantica är en skalbaggsart som beskrevs av Jäch, Aguilera och Carles Hernando 1998. Hydraena antiatlantica ingår i släktet Hydraena och familjen vattenbrynsbaggar. Inga underarter finns listade i Catalogue of Life.